# 초전도체 분류
초전도체는 그 물리적 특성에 대한 우리의 관심, 이해, 냉각비용 또는 재료에 의존하는 여러 기준에 따라 분류될 수 있다.

## 물리특성에 따르는 분류
- 1종 초전도체: 임계자기장이 Hc하나뿐이며, 상태가 급하게 변한다.

- 2종 초전도체: 임계자기장이 둘로 Hc1 와 Hc2가 있으며 Hc1아래에서는 완전 초전도체이다. 그리고 Hc2 이상에서는 정상상태이다. 그 사이 온도에서는 혼합상태이다.

## 이해에 따르는 초전도
- 종래의 초전도체: BCS 이론을 잘 따르는 초전도체
- 그렇치 못한 초전도체 그 이론으로 해설에 실패한 초전도체

## 임계온도에 따른 분류
- 저온 초전도체, 임계온도가 25K 이하이다.
- 고온 초전도체, 임계온도 25K 이상이다.

이것은 기화온도가 25K인 액체 질소로 샘플을 냉갈할 수 있는지 아닌지에 강조할 때 사용된다. 그 온도이면 액체 헬륨으로는 더욱 가능성이 높다.

## 같이 보기
- 고온 초전도체
- 초전도 현상
- 유기 초전도체